# 摇滚手势

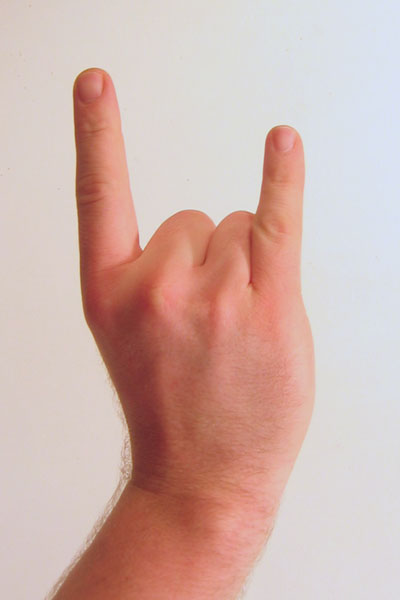
搖滾手勢

重金屬手势（義大利語：corna，也写作mano cornuta或是horned hand），原是一种在地中海沿岸国家的居民用的一种粗俗的手势。其起源可追溯至古希腊时期。此手势将食指与小指伸直，与此同时要用拇指压住弯下的中指和无名指。

## 含义
这一手势被用来驱逐坏运气或是邪恶的眼睛。自1960年代以后，这一手势也被用来代表魔鬼撒但和撒但主义，并在重金属音乐中表示多种含义，这一手势也被叫作“魔鬼之角”、“山羊之角”、“摇滚之角”、“甩出山羊”、“邪恶手指”或直接称为“角”等等。有一种理论声称Corna这种手势与十字架手势相对——三指拢成一点代表三位一体。
同样的手势在美国的一些摇滚音乐亚文化中也被称作“继续摇滚”手势，德克萨斯大学运动队的啦啦队用这一手势为队员加油。此两种用法与下流或是撒但都无关。
随着e-mail的到来和其他基于电子文本的通讯方式的普及；通过字母m和前后斜线相组合的符号\m/，或lml，代表这一手势。
把大拇指、食指、小指伸出來的 ILY（我愛你）手勢，在搖滾樂「愛與和平」的70年代就已經盛行了，遠比lml跟搖滾樂的關係還長久，更是正式的手語。MEGADETH的主唱DAVE看到有樂迷比lml，還會主動幫他把大拇指凹出來，變成ILY。現今有許多搖滾團體使用「愛與和平」的手勢，如KISS的貝斯手、Steel panther的主唱兩種都會比；總而言之，兩種手勢皆可以在搖滾樂上面比。